# Stor-Kylsjön
Stor-Kylsjön är en sjö i Skellefteå kommun i Västerbotten och ingår i Rickleåns huvudavrinningsområde. Sjön har en area på 0,152 kvadratkilometer och ligger 245,3 meter över havet.

## Delavrinningsområde
Stor-Kylsjön ingår i det delavrinningsområde (717290-171074) som SMHI kallar för Inloppet i Brännvattnet. Medelhöjden är 263 meter över havet och ytan är 17,04 kvadratkilometer. Räknas de 24 avrinningsområdena uppströms in blir den ackumulerade arean 425,81 kvadratkilometer. Avrinningsområdets utflöde Rickleån mynnar i havet. Avrinningsområdet består mestadels av skog (71 procent) och sankmarker (22 procent). Avrinningsområdet har 0,15 kvadratkilometer vattenytor vilket ger det en sjöprocent på 0,9 procent.